# Zeng Chenggang
Zeng Chenggang (chinesisch 曾成鋼 / 曾成钢, Pinyin Zēng Chénggāng; * 1960 in Pingyang, Stadt Wenzhou, Provinz Zhejiang) ist ein chinesischer Bildhauer und Hochschullehrer.

## Leben
Zeng studierte an der Zhejiang Academy of Fine Arts und schloss 1990 mit dem Master ab. Von 1996 bis 2000 war er Dekan  der Abteilung für Bildhauerei an der China Academy of Fine Arts. Seit 2000 lehrt er als Professor an der Akademie für Kunst und Design der Tsinghua-Universität in Peking.
Seine Skulptur Three Heroes of Jianhu (1989) wurde bei der in 7. Nationalen Kunstausstellung in China gezeigt. Sie befindet sich in der Sammlung des National Art Museum of China (NAMOC) in Peking. Bei der Expo 2010 in Shanghai wurde seine Skulptur Lotosblüte gezeigt, die 2011 bei der NordArt in Büdelsdorf zu sehen war. Dort wurde er 2011 mit dem Nord-Art-Preis 2010 ausgezeichnet, der mit 10.000 Euro dotiert ist.
Während der Olympischen Sommerspiele 2008 war er in Peking für die Kunst im öffentlichen Raum zuständig.
Zeng ist Präsident des Chinesischen Bildhauerinstituts und Vizepräsident des Chinesischen Künstlerverbandes.

## Werke (Auswahl)
- 1989: Three Heroes of Jianhu:  Die Skulptur aus Marmor zeigt Qiu Jin, ihren Cousin Xu Xilin sowie Táo Chéngzhāng (1878–1912), die als Märtyrer und Helden der „demokratischen Revolution“ der Provinz Zhejiang angesehen werden.[2]
- 2007: Lotosblüte: Die Skulptur aus poliertem Edelstahl symbolisiert einen „immer neuen Aufbruch“.[3][8]
- 2014: Friedrich-Engels-Statue im Engelsgarten, Wuppertal

## Gruppenausstellungen
- 2003 First Beijing International Art Biennale[1]
- 2005 The Second Beijing International Art Biennale 2005[1]

## Preise und Auszeichnungen
- 1989: Gold-Preis auf der 7. Nationalen Kunstausstellung Chinas[3]
- 1990: 1. Preis auf der zweiten Nationalen Kunstausstellung für Sport in China[3]
- 1994: Gold-Preis auf dem First Westlake Art Festival[3]
- 2004: 2. Preis der Internationalen Olympic Art & Sports Exhibition[3]
- 2010: NordArt Preis[3]